# Praça Nereu Ramos

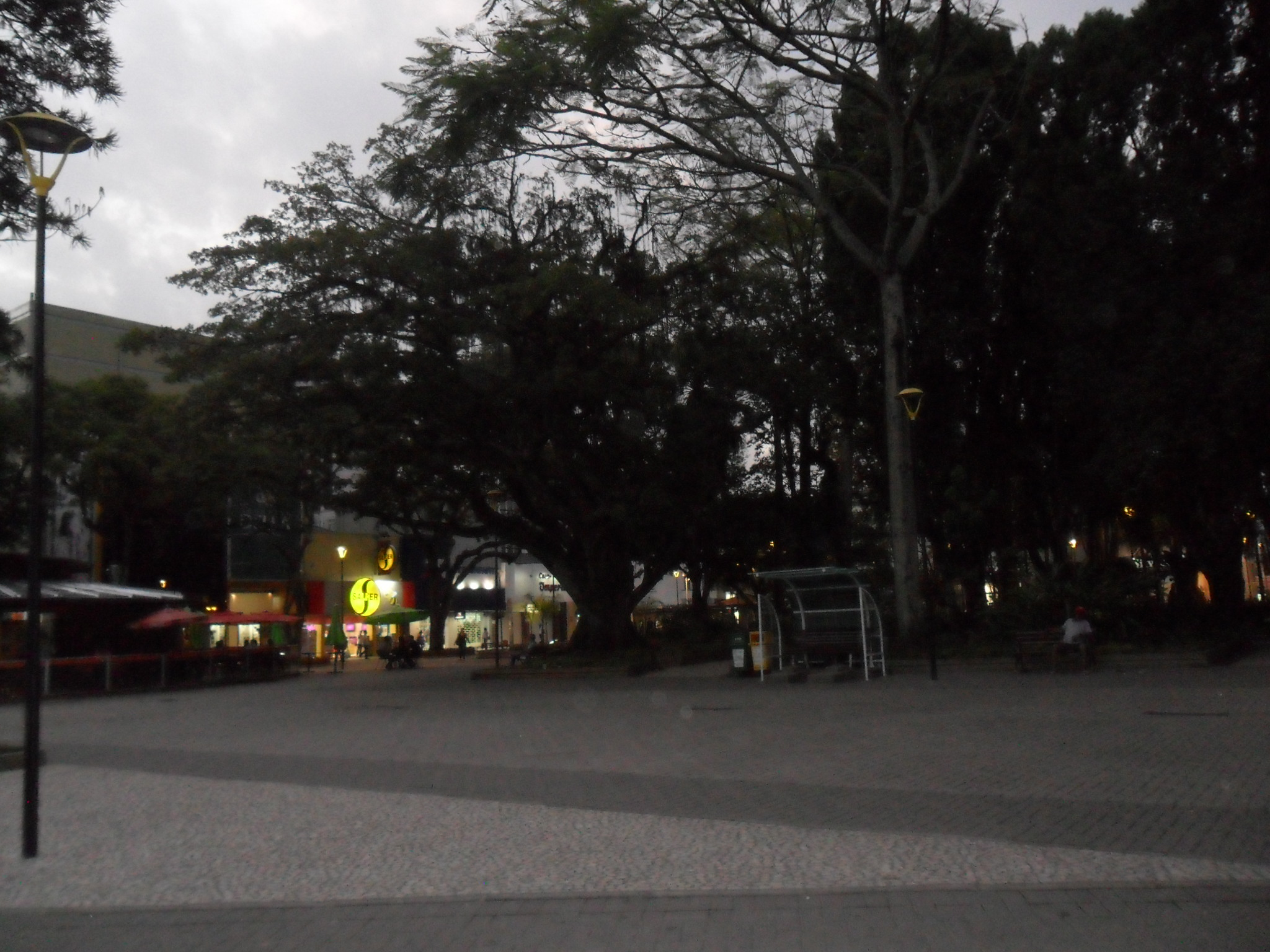
A praça Nereu Ramos.

A Praça Nereu Ramos é uma praça localizada no município catarinense de Criciúma. Nesta praça localiza-se o calçadão da cidade, o Shopping Della Giustina, lojas e comércios e a Catedral São José.

## História
A praça foi construída em 1917, porém o jardim foi construído em 1930, assim como o calçamento, desenvolvido em 1966. No local era localizado um chafariz, o qual não existe mais na praça.